# Jay DeMerit
Jay Michael DeMerit (Green Bay, 4 dicembre 1979) è un ex calciatore statunitense di ruolo difensore.

## Palmarès

### Nazionale
- Gold Cup: 1

2007